# Baderhaus (Gramastetten)

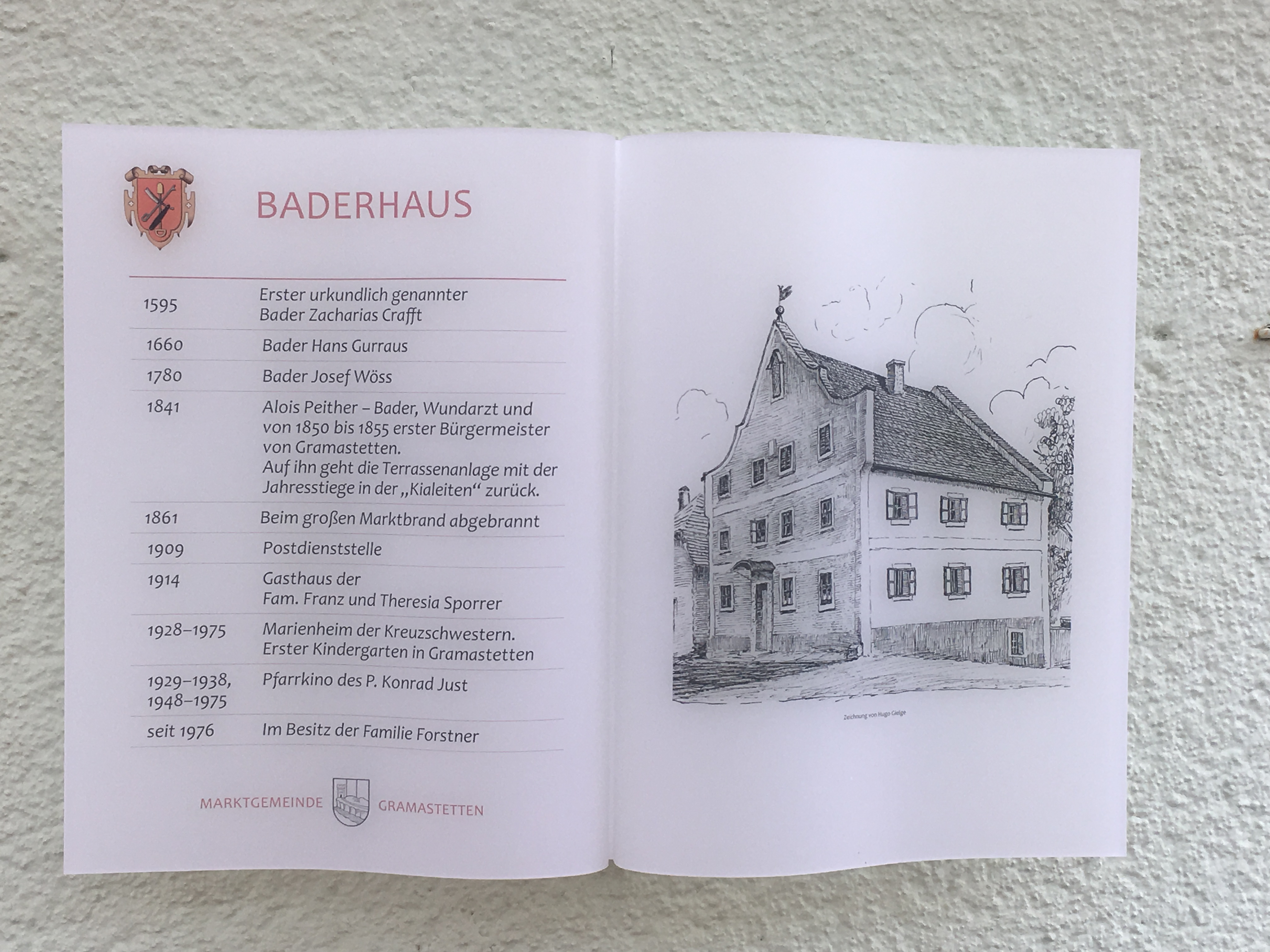
Baderhaus Infotafel im Jahr 2018

Das Baderhaus war ein dreigeschoßiges Haus in der Marktstraße 10 in Gramastetten in Oberösterreich.

## Geschichte
Im Jahr 1595 wurde das Haus in Zusammenhang mit Bader Zacharias Crafft erstmals urkundlich erwähnt. 1660 wird hier der Bader Hans Gurraus und 1780 der Bader Josef Wöss erwähnt.
Ab 1841 wirkte im Baderhaus der Arzt und Wohltäter Alois Peither, von 1850 bis 1855 auch erster Bürgermeister des Ortes.
Dem großen Marktbrand von 1861 fiel auch das Baderhaus zum Opfer. 1909 wurde eine Postdienststelle eingerichtet, ab 1914 war hier das Gasthaus von Franz und Theresia Sporrer. Die Kreuzschwestern erwarben das Haus im Jahr 1928 und richteten hier den ersten Kindergarten des Ortes ein. Seit 1976 ist das Haus in Privatbesitz.

## Pfarrkino
Pfarrer Konrad Just hatte im Jahr 1929 im Veranstaltungssaal des Kreuzschwesternheims ein Kino eingeräumt. Pfarrer Just eröffnete nach dem Krieg im Jahre 1948 das Tonkino wieder, was wegen der vielen Hürden nicht sehr einfach für ihn war. Der Erlös kam kulturellen und karitativen Zwecken zugute. Just wollte damit in Gramastetten Glaube und gute Sitte hüten. Die ersten Filme, die damals gespielt wurden, waren „König der Könige“, „Unsterbliche Melodien“ und „Meine Herrn Söhne“. Das Kino hatte an Sonntagen nachmittags und abends und an Feiertagen geöffnet. Um Sitte und Moral zu bewahren, zensurierte Pfarrer Just die Filme, indem er sich während der Filmvorstellungen selbst hinter den Projektor setzte und bei nicht-jugendfreien Szenen, wie z. B. Küssen, den Projektor mit seiner Hand verdeckte. Mit einer weiteren Hürde musste Pfarrer Just im Jahre 1954 kämpfen. Die Kinolizenz war durch einen Landesbeamten verloren gegangen. So musste Just um eine Verlängerung ansuchen. Der Kinobetrieb wurde in dieser Zeit jedoch nicht angehalten. Die Filme „Don Camillo“ und „Johanna von Orleans“ wurden gezeigt. Nach Pfarrer Justs Tod bestand der Kinoverein noch bis in die 1970er Jahre weiter.